# Giacomo Allegretti
Giacomo (o Jacopo) Allegretti (Forlì, prima del 1326 – Rimini, 1393) è stato un poeta, filosofo, medico e astrologo italiano, è noto per aver fondato, secondo alcuni storici, la prima accademia letteraria d'Italia.

## Biografia
Fu figlio di Leonardo Allegretti, giudice a Forlì, di parte guelfa.
Apparteneva ad un'antica e cavalleresca famiglia, il cui capostipite fu Mazzone Allegretti (o Mazzonius Alegrettus), che nel 1095 prese parte alla prima crociata in Terra Santa e per “arma” scelse un “cuore d'oro su campo azzurro”. 
Lesse filosofia a Bologna nel 1357, e logica e filosofia a Firenze tra il 1358 e il 1365.
Nel 1370, fondò la prima accademia con un gruppo di intellettuali: Francesco dei Conti di Calbolo, o Calboli), Azzo e Nerio Orgogliosi, Giovanni de' Sigismondi, Andrea Speranzi, Rinaldo Arfendi, Valerio Morandi, Giovanni Aldrobandini, Spinuccio Aspini e Paolo Allegretti.
Nel 1376, per motivi politici, gli Ordelaffi, signori di Forlì ghibellini, imposero il confino a Giacomo e al fratello Giovanni. Si trasferì perciò a Rimini.
Richiamato dall'esilio nel 1385, coinvolto in una faida familiare degli Ordelaffi, fu nuovamente costretto a fuggire a Rimini, ove fondò una nuova Accademia, l'Accademia dei Filergiti, con vocazione insieme letteraria e scientifica.
La sua prosapia si estinse per linea maschile circa nel 1479, ma s'innestò negli Aspini mediante una Margherita di Francesco Allegretti, che sposò un Lodovico, che fu erede degli averi e del cognome degli Allegretti. Si trova il seguito di questa famiglia nel senese e nel modenese (a Ravarino).

## Opere
Nel XIV secolo, la sua opera principale era considerata il Bucolicon.
Ma scrisse anche:
- un epicedio per la morte di Galeotto I Malatesta, signore di Rimini;
- un carme al Conte di Virtù;
- un carme per la "divisa della tortora";
- Eglogae, in lingua latina;
- un carme sulla "bissa milanese", cioè lo stemma dei Visconti, il biscione.